# Michel Monnerie
Pour les articles homonymes, voir Monnerie.
Michel Monnerie, né en 1940, est un ufologue français, membre de l'association Lumières dans la nuit (LDLN) et représentant de la « nouvelle ufologie ». Il a également été président de la Société Parisienne d'Etude des Phénomènes Spatiaux et Etranges (SPEPSE). 
En 1977, il lance un pavé dans la mare dans le monde de l'ufologie francophone en publiant l'ouvrage: Et si les ovnis n'existaient pas? (Paris, Les Humanoïdes Associés). Cet ouvrage fondateur marque le début du mouvement qui a été surnommé « nouvelle ufologie » en France. Deux années plus tard, Monnerie publie un second ouvrage, Le naufrage des extraterrestres (Paris, Nouvelles Éditions Rationalistes, 1979). Ces deux publications ont été relativement mal accueillies par la communauté ufologique défendant l'hypothèse extraterrestre (HET). Cependant, ils ont influencé un certain nombre d'auteurs qui, à l'instar de Thierry Pinvidic, sont devenus sceptiques après les avoir lus.

## L'apport de Jacques Scornaux
Les articles de Jacques Scornaux ont beaucoup aidé à la popularisation des idées de Monnerie car ce dernier ne maitrise pas le vocabulaire des sciences humaines, et n'écrit pas dans un style académique. Les articles de Scornaux ont transposé les idées de Monnerie de manière plus rigoureuse et dans un vocabulaire plus scientifique, ce qui a permis de convaincre plus de monde de l'intérêt de ses deux ouvrages.

## Les archives de Michel Monnerie
Les archives de Michel Monnerie ont été cédées au SCEAU/Archives OVNI en 1992, elles ont été déposées par cette association, après inventaire, en 1994, aux Archives Nationales (aujourd'hui sur le site de Pierrefitte).

## Publications
- Et si les OVNIs n'existaient pas ?, Les Humanoïdes associés, Paris, 1977
- Le Naufrage des extra-terrestres, préface de Pierre Kohler, Nouvelles éditions rationalistes, « Lumières sur », Paris, 1979